# Xã Homer, Quận Medina, Ohio
Xã Homer (tiếng Anh: Homer Township) là một xã thuộc quận Medina, tiểu bang Ohio, Hoa Kỳ. Năm 2010, dân số của xã này là 1.462 người.